# إدي هايوارد
إدي هايوارد (بالإنجليزية: Eddie Hayward)‏ هو فارس أمريكي، ولد في 13 فبراير 1903 في برايتون في كندا، وتوفي في يناير 1983.